# Bảo tàng Khởi nghĩa ở Núi Thánh Anna
Bảo tàng Khởi nghĩa ở Núi Thánh Anna (tiếng Ba Lan: Muzeum Czynu Powstańczego w Górze Świętej Anny) là một bảo tàng tọa lạc tại số 28 Phố Leśnicka, làng Núi Thánh Anna, tỉnh Opole, Ba Lan. Bảo tàng Khởi nghĩa ở Núi Thánh Anna là một chi nhánh của Bảo tàng Opole Silesia ở Opole.

## Lược sử hình thành
Ý tưởng thành lập Bảo tàng Khởi nghĩa ở Núi Thánh Anna ra đời trong dịp kỷ niệm 40 năm Cuộc nổi dậy Silesian thứ ba. Bảo tàng chính thức được thành lập vào năm 1964. Trụ sở đầu tiên của Bảo tàng là tòa nhà nơi trước đây chỉ huy của Trung đoàn Khởi nghĩa Katowice thứ 3 là Jan Henryk Dąbrowski đóng quân trong Cuộc nổi dậy Silesian lần ba. Năm 1980, trụ sở của Bảo tàng chuyển đến vị trí hiện tại.
Năm 2006, Phòng Tự nhiên của Bảo tàng Opole Silesia cũng được chuyển đến đây.

## Triển lãm

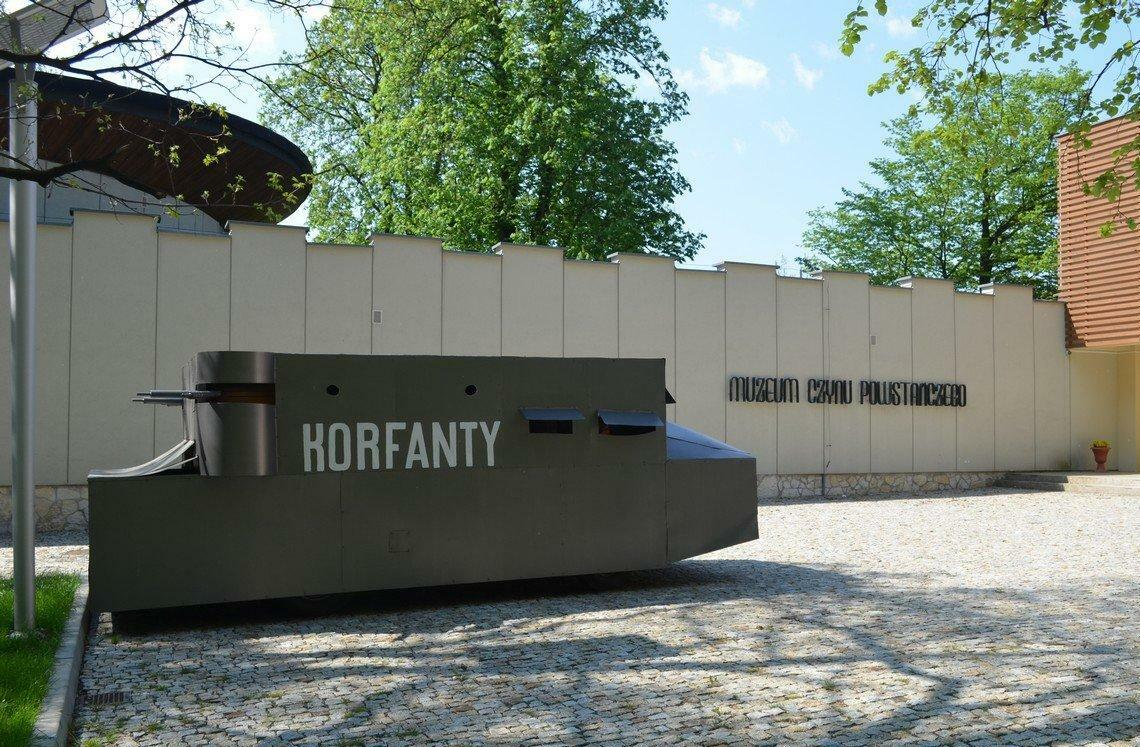
Một triển lãm ngoài trời trong Bảo tàng

Ngoài các triển lãm về lịch sử các cuộc nổi dậy của người Silesia và việc người Ba Lan tiếp quản Thượng Silesia, Bảo tàng Khởi nghĩa ở Núi Thánh Anna còn tổ chức các triển lãm mô tả lịch sử của quần thể tu viện Franciscan, lịch sử của phong trào dân tộc Ba Lan trong giai đoạn 1848-1918, và các thứ khác.

## Giờ mở cửa
Bảo tàng Khởi nghĩa ở Núi Thánh Anna hoạt động quanh năm, mở cửa tất cả các ngày trong tuần trừ thứ Hai. Khách tham quan phải trả phí vào cửa.